# Batalla de La Roche-sur-Yon (1794)

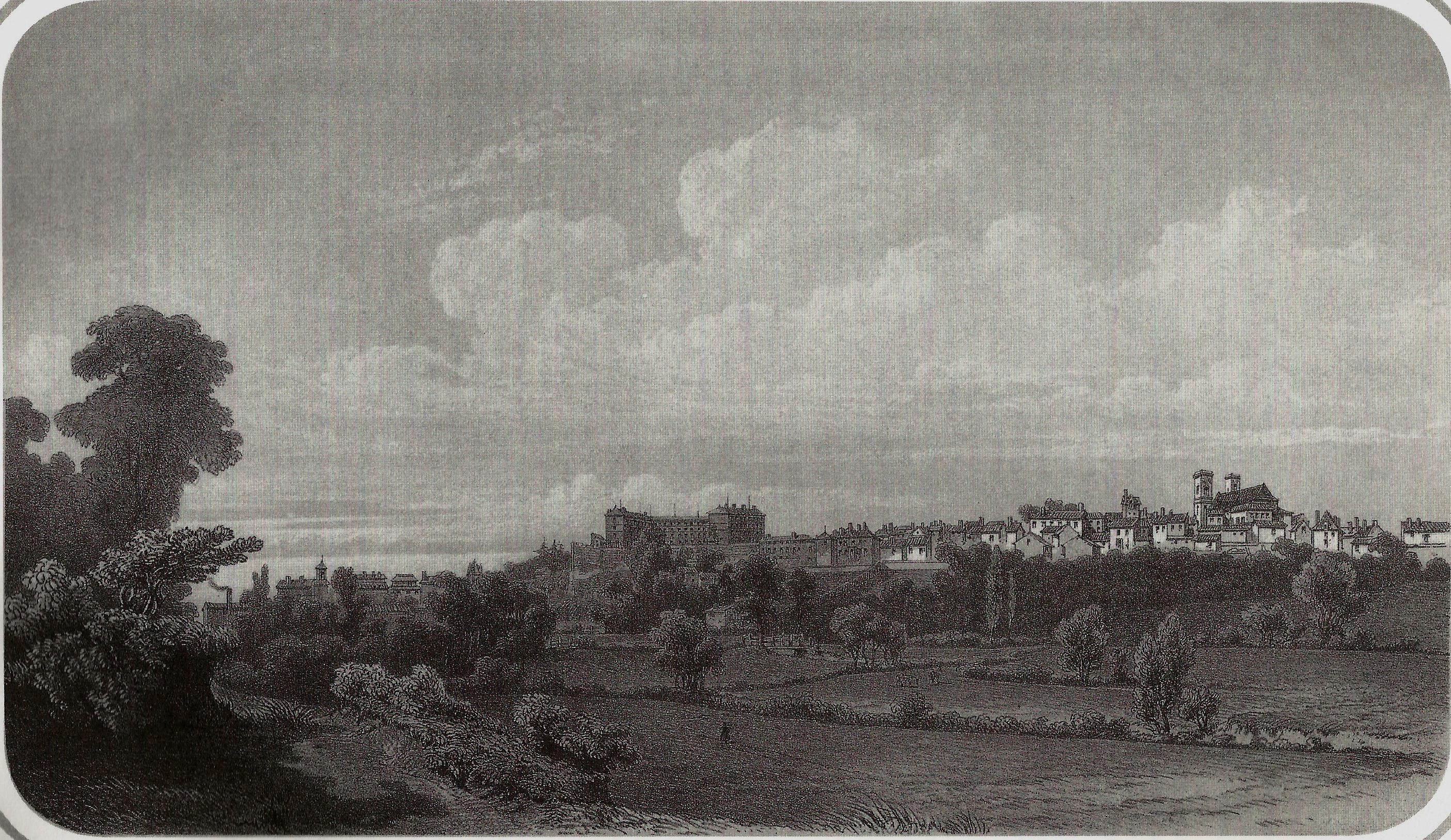
La Roche-sur-Yon, gravat de Thomas Drake, cap al 1850.

Batalla de La Roche-sur-Yon. La segona batalla de La Roche-sur-Yon va tenir lloc l'1 de març de 1794 durant la Revolta de La Vendée. Va acabar amb la victòria dels republicans que van repel·lir un atac dels vendeans contra la ciutat de La Roche-sur-Yon.

## Preludi
Articles detallats:Batalla de la Vivantière i Massacre des Lucs-sur-Boulogne.

El 28 de febrer de 1794, el general reialista François de Charette va ser atacat a Lucs-sur-Boulogne per la columna infernal del general Cordellier. Els Vendéans van repel·lir l'ofensiva però diversos centenars de vilatans de les Lucs, homes, dones i nens, van ser massacrats pels republicans. Després d'empenya Cordellier cap a Legé, Charette va abandonar els Lucs i va anar al Château du Pont-de-Vie, a la comuna de Poiré-sur-Vie, per passar la nit. L'1 de març, mentre Cordellier va reinvertir els Lucs i va cometre nous assassinats, Charette va llançar un atac contra la petita ciutat de La Roche-sur-Yon.

## Forces presents
Segons les memòries -{nota, 1}- del líder de la Vendée Lucas de La Championnière, Charette només tenia 1.200 homes al seu comandament. Martial, el comandant republicà de la guarnició de La Roche-sur-Yon, va estimar en el seu informe {nota 2} el nombre d'atacants en 3.000. Pel que fa a les seves pròpies forces, afirma tenir a la seva disposició només 1.400 homes com a màxim, sense incloure els seus llocs de 450 homes. Entre aquests hi ha el 94è regiment d'infanteria i el 4t batalló de voluntaris de Charente.

## Procés
L'atac a La Roche-sur-Yon va començar a les quatre de la tarda, al nord de la ciutat. El capità Martial va posar immediatament 1.200 homes en esquera. Al principi indecisa, la lluita va acabar girant en avantatge dels republicans. Segons Lucas de La Championnière, el cos de l'exèrcit de la Vendée va obrir foc per error sobre l'avantguarda de Louis Guérin. Aleshores es retira i provoca la derrota dels homes de Charette. Per la seva banda, Martial assegura que després d'una hora de tiroteig, va ordenar al 94è regiment d'infanteria, al 4t batalló de voluntaris de Charente i a uns quants destacaments més de vèncer la càrrega i atacar amb baionetes. Aquesta maniobra va fer volar completament els caçadors vendéans desorganitzats.

## Pèrdues
Les pèrdues de la Vendée no es coneixen, però el comandant Martial assegura que són «considerables». Pel que fa a les seves forces, va afirmar deplorar només uns quants morts i una vintena de ferits. Lucas de La Championnière informa que tots els ferits de la Vendée transportats en carros van ser tallats per hússars.

## Conseqüències
Segons Lucas de La Championnière, l'exèrcit de la Vendée es va dividir en dos durant la derrota, part d'ell va ser perseguit pels patriotes fins a Saint-Sulpice-le-Verdon, al nord de La Roche-sur-Yon, i no va trobar el grup de Charette només vuit dies després. L'autor reialista Le Bouvier-Desmortiers assegura que Charette es retira a Venansault i Maché, a l'oest de La Roche-sur-Yon, mentre que l'altre grup és perseguit pel general Nicolas Haxo. Tanmateix, aquesta hipòtesi és molt improbable per a l'historiador Lionel Dumarcet: Haxo es troba a Machecoul en la data d'aquest combat i Lucas de La Championnière no fa menció de la presència d'aquest general.
El 3 de març els republicans es van retirar del poble de La Roche-sur-Yon, que van cremar darrere seu.